# Старух Ярослав Тимотейович
Ярослав-Михайло Старух (псевдо: «Синій», «Стяг», «Ярлан», «Стояр») (17 листопада 1910, с. Золота Слобода, Бережанський повіт, Королівство Галичини та Володимирії, Австро-Угорська імперія — 20 вересня 1947, поблизу м. Любачів, нині Польща) — український політичний і військовий діяч, публіцист, державний секретар міністерства інформації й пропаганди Українського державного правління, член ОУН та крайовий провідник ОУН Закерзонського краю.
Лицар Золотого Хреста Заслуги 1-го кл.

## Життєпис

### Дитинство та юність
Народився у селі Золота Слобода, нині Тернопільського району Тернопільської області у родині Тимотея Старуха українського парламентаря австрійського парламенту та його другої дружини Ганни з Петрицьких.

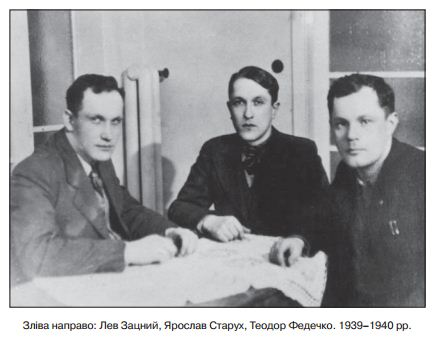
Зліва направо: Лев Зацний, Ярослав Старух, Теодор Федечко. 1939—1940 рр.

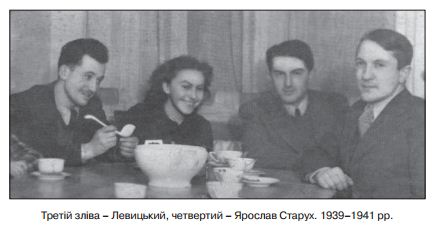
Третій зліва — Левицький, четвертий — Ярослав Старух. 1939—1941 рр.

Спочатку навчався удома з допомогою вчительки-сусідки Іванни Сендецької, у 1918—1920 роках закінчив 3-4 класи Бережанської народної школи, у 1928 році — Бережанську гімназію з відзнакою. Під час навчання став пластуном 24 куреня (полку) Уладу пластунів-юнаків ім. Павла Полуботка, 13 квітня 1923 (або 1924) склав присягу.
Вивчав право у Львівському університеті з 1928 року, навчання (завершив, зокрема, через арешти) було «алібі» для підпільної діяльности.

### Боротьба
3 1931 стає членом Організації Українських Націоналістів. За націоналістичну діяльність був неодноразово заарештований у 1929 та 1937 роках.
Заступник крайового провідника й політичний референт КЕ ПЗУЗ у 1935–1937 роках.
У 1934 році кинутий до концтабору Береза Картузька, у травні 1939 року на процесі над членами ОУН у Рівному засуджений до 13-річного ув'язнення. У 1930 роках редагував тижневик «Нове село».

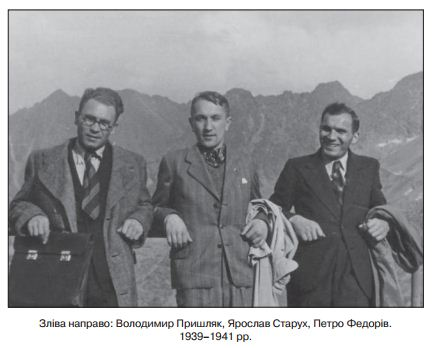
Зліва направо: Володимир Пришляк, Ярослав Старух, Петро Федорів.1939–1941 рр.

З жовтня 1939 до червня 1941 — секретар Українського центрального комітету у Кракові. У 1940 році став співзасновником Революційного проводу ОУН, делегат II надзвичайного збору ОУН у Кракові у квітні 1941 . Після проголошення Акту відновлення Української держави — державний секретар міністерства інформації й пропаганди Українського державного правління, входив до складу Організаційної референтури проводу ОУН-Р.

### У катівнях гестапо (грудень 1942— вересень 1943)
На початку грудня 1942 у Львові зібралася на конференцію військова референтура ОУН, щоб відзвітувати Проводу за проведену роботу з підготовки до формування військових сил.
4 грудня нацисти провели широкомасштабну облаву, в ході якої схопили 18 оунівців, переважно працівників військової, пропагандистської і організаційної референтур Проводу, в тому числі 3-х членів Проводу ОУН(б): Івана Климіва («Легенда»), Ярослава Старуха («Синій», «Стяг») і Дмитра Грицая («Дуб», «Перебийніс»).
«Легенда» був убитий під час допитів цього ж дня. Я.Старуху довелося «пройти повний курс» тортур від гестапівських «спеців», ось як він про це згадував:

| "Спец від українських справ оберштурмфюрер [помилка, правильно гауптштурмфюрер – І.Б.] Вірзінґ вітає на порозі ударом засушеної бичиці через голову. І падають удари. В голові шумить… Яку функцію виконував в Організації? Брак задовільної відповіді. Роздягайся! Два помічники закочують рукави. Вибирають два середньої грубості дрючки. Молотьба триває довго. Так довго, що один з опричників змучився й передає закривавлений дрючок третьому. Другий, Мюллер, зіпрів, обтирає піт, але дрючка не покидає. Удари дрючків перехрещуються від шиї до ніг по цілих плечах… Дрючок працював на переміну з чоботом. Вечір, ніч, ранок. Рука зломана в двох місцях, пальці обох рук поломані вихитуються в усі сторони. В грудях страшний біль. Ребра. За кожним віддихом ріже вогнем, а легені працюють ковальським міхом, здається – розсадять грудну клітину. ой, ти серце, чому не лопнеш?! Кличуть, тягнуть. О, Боже! Та сама обстановка, ті самі кати. Лиця інших затьмарені, невиразні. – Де захована зброя? Не мовчу, говорю. Подаю навмання місцевості, описую докладно невідомі мені місця, подаю докладну кількість за родами зброї, подаю гасла. Незабаром мапа Галичини покривається рисунками червоного олівця. Поки поїдуть і перевірять, мине час. Що тоді буде, не думаю. Знаю одне, а саме, що дійсно не знаю ні одного місця, де захована зброя. Може, задовольняться цим разом. Та ні. – Ти написав історію України? Дрючок при приці. Б'є сам Вірзінґ. – "Це за історію. Захотілось тобі самостоятельной? України нє било, нєт і нє будєт!" – Так дослівно в російській мові. Невже ж НКВД в гестапівскім мудирі? Вияснення не помагають. Вірзінґ осатанів. А дальше – де шеф? Де друкарні? Хто в проводі? – Що дальше – не пам'ятаю…". |
Катування ставали щораз більш нестерпними і щоб не видати організаційну інформацію, Старух тричі намагався накласти на себе руки. Пробував повіситися у камері, але невдало: першого разу урвався рушник, що виконував роль зашморга, а вдруге зламалася віконна рама, до якої було прив'язано рушника. Стрибав у проліт між сходами з четвертого поверху, але зламав лише руку, пальці та кілька ребер. В одній камері № 144 львівської в'язниці на Лонцького разом зі Старухом утримувався і військовий референт Проводу ОУН(б) Дмитро Грицай. Вони вдвох були звільнені з ув'язнення засобами СБ ОУН у вересні 1943.
У 1943–1945 роках Ярослав Старух був членом референтури пропаганди проводу ОУН, керівником підпільної радіостанції «Самостійна Україна», редактором гумористичного журналу «Український перець».
З 1945 року член проводу ОУН та провідник Закерзонського краю.

## Публіцистика
Автор праць «Боротьба з Москвою (1941)», «Опір Фашизму» (1946 рік), низки брошур і статей до історії визвольної боротьби.

## Нагороди
- Згідно з Наказом Головного військового штабу УПА 2/46 від 10.10.1946 р. керівник Закерзонського крайового проводу ОУН Ярослав Старух — «Стяг», «Ярлан» нагороджений Золотим хрестом заслуги УПА.

## Загибель
Загинув геройською смертю під час бою із спецвідділом польської служби безпеки поблизу м. Любачева (нині Польща). Потрапив у оточення і, не бажаючи здаватись у полон, застрелився.

## Вшанування пам'яті
- Друкарня ОУН імені Ярослава Старуха — «Стяга»
- Рішенням сесії Бережанської міської ради № 656 від 05.05.2001 року Ярославу Старуху присвоєно звання «Почесний громадянин міста Бережани».
- 8.10.2017 р. від імені Координаційної ради з вшанування пам'яті нагороджених Лицарів ОУН і УПА у с. Бишки Козівського р-ну Тернопільської обл. Золотий хрест заслуги УПА (№ 002) переданий на зберігання в Музей національно-визвольної боротьби ім. Я. Бусела у с. Бишки Козівського району.